# Thắng lợi chiến thuật
Thắng lợi chiến thuật là chiến thắng mà trong đó bên chiến thắng hoàn thành một mục tiêu chiến thuật như một phần của kế hoạch quân sự, hay bên chiến thắng chịu tổn thất ít hơn so với bên thất bại. Trong quân sự, loại chiến thắng này là cấp thấp nhất trong 3 cấp độ chiến thắng: Thắng lợi chiến thuật  - Thắng lợi chiến lược -  Thắng lợi quyết định

## Các khái niệm
Các kế hoạch nhằm phục vụ cho một mục tiêu lớn trong chiến tranh được gọi là chiến lược và được coi là "cấp độ chiến lược trong chiến tranh". Các hoạt động ở mức thấp hơn nhằm thực hiện các kế hoạch chiến lược được gọi là "cấp chiến dịch trong chiến tranh". Mức thấp nhất của kế hoạch nhằm thực hiện tốt các mục tiêu chiến dịch và chiến lược được gọi là "cấp chiến thuật trong chiến tranh".

#### Căn cứ theo kế hoạch quân sự
Một nhiệm vụ chiến thuật được xác định trong những khu vực hoạt động nhất định nhằm mục đích hoàn thành các mục tiêu của nhiệm vụ được giao, cụ thể là giành được "kiểm soát chiến thuật" và do đó, một chiến thắng chiến thuật sẽ được coi là bước hoàn tất của một nhiệm vụ thành công. Thắng lợi chiến thuật sẽ đóng góp vào sự thành công hay thất bại của toàn bộ một
chiến dịch quân sự. CHiến thuật bao gồm việc điều phối các nguồn lực quân sự như bộ binh, xe cơ giới, vũ khí, và đạn dược. Chiến thuật cũng có thể chỉ đơn giản như các vận động chiến đấu của một người lính, cá nhân trong một cuộc giao tranh với một lính đối phương.
Ý nghĩa của chiến thắng chiến thuật có thể khác nhau, tùy theo quy mô của các đơn vị quân đội tham chiến, từ cỡ sư đoàn cho tới các đơn vị cỡ đại đội, song đều nhằm kiểm soát các vị trí quan trọng cũng như đóng góp bằng nhiều cách khác nhau cho sự thành công hay thất bại của cấp chiến dịch và chiến lược.
Các quốc gia có thể có các mục tiêu chiến lược khác nhau cho một cuộc xung đột và các đơn vị chiến đấu riêng lẻ của họ có thể được sử dụng để thực hiện các mục tiêu khác nhau. Tỷ lệ sống sót trong một đơn vị quân sự riêng lẻ, có thể trở thành một mục tiêu quan trọng trong cuộc chiến nhằm cho phép cả hai phía duy trì tinh thần chiến đấu cùng các tuyên bố chiến thắng để biện giải cho những tổn thất trong chiến đấu. Nhiều trận đánh thường bao gồm nhiều đơn vị, do đó chiến thắng chiến thuật của một đơn vị riêng lẻ có thể không đủ để tạo nên thành công trong toàn chiến dịch đó cũng như các mục tiêu lớn hơn của cuộc xung đột. Chẳng hạn đợt Tổng tấn công Tết Mậu Thân, Hoa Kỳ và đồng minh đã đẩy lùi các đợt tấn công của quân giải phóng miền Nam, ngăn chặn thành công kế hoạch giải phóng miền Nam của quân giải phóng (chí ít là làm nó trì hoãn tới năm 1975), tức giành thắng lợi chiến thuật làm thất bại mong muốn sớm giải phóng của đối phương nhưng đã bị tổn thất nhiều hơn đối phương (phải mất số lượng quân cực lớn mới thắng được quân của cách mạng với số quân ít hơn) và đây lại là thắng lợi chiến lược của quân giải phóng bởi họ đã làm phá sản được chiến lược chiến tranh cục bộ, buộc được Hoa Kỳ phải ngừng ném bom miền Bắc Việt Nam, ngồi vào bàn đàm phán và rút dần quân viễn chinh về nước,

#### Căn cứ theo tổn thất
Ở đây, thuật ngữ được áp dụng đơn giản là so sánh những con số thiệt hại của mỗi bên. Điều này có thể sẽ phức tạp bởi tầm quan trọng của những tổn thất là khác nhau. Trong nhiều trường hợp, một bên thành công về chiến thuật song thành công chiến lược lại thuộc về bên kia. Bởi theo nhà lý luận quân sự kinh điển Carl von Clausewitz, chiến tranh là sự kế tục của chính trị bằng phương tiện khác, phương tiện đấu tranh vũ trang, kết quả chiến thuật chỉ là để phục vụ cho các mục tiêu chính trị (chiến lược) của các bên tham chiến. Do đó, tổn thất binh lực lớn hay nhỏ nhiều khi không quan trọng bằng việc bên nào đạt được mục tiêu chiến lược của mình.
Một ví dụ tiêu biểu về chiến thắng chiến thuật nhưng lại là thất bại chiến lược là Trận chiến Biển San Hô. Đồng minh mất 1 tàu sân bay và 1 chiếc khác hư hại nặng, một khu trục hạm và một tàu chở dầu trong khi Nhật chỉ mất một chiếc tàu sân bay hạng nhẹ, tức là Nhật đã thắng về chiến thuật. Song trận đánh lại là một thắng lợi chiến lược cho phía Đồng minh bởi họ đã chặn được đà xâm lăng của Đế quốc Nhật Bản xuống châu Úc.